# Qualificazioni ai Giochi della XXVI Olimpiade (AFC)
Di seguito sono elencati gli incontri con relativo risultato della zona asiatica (AFC) per le qualificazioni ad Atlanta 1996.

## Formula
Le qualificazioni predevano due fasi a gironi ed un turno ad eliminazione diretta.
Nel primo turno le 25 squadre vennero divise in 8 gironi: erano tutti composti da 3 squadre ad eccezione del gruppo E che era composto da 4 squadre. Tutti i gruppi erano gironi A/R. Passavano il turno le vincitrici dei gironi.
Il secondo turno era composto da due gironi da 4 squadre ciascuno dove si disputarono incontri di sola andata. Partecipavano a questo turno le vincitrici dei gironi del primo turno. Le prime due classificate dei due gironi parteciparono alle semifinali.
Le partite vennero giocate tutte in Malaysia.
Nelle semifinali si disputarono incontri di sola andata; la prima semifinale si disputò tra la prima classificata del gruppo 1 e la seconda classificata del gruppo 2, mentre la seconda semifinale si disputò tra la prima classificata del gruppo 2 e la seconda classificata del gruppo 1.
Le semifinaliste vincitrici disputarono una finale per il primo posto mentre le semifinaliste perdenti disputarono una finale per il terzo posto.
Si qualificavano all'Olimpiade le prime tre classificate.

## Risultati

### Primo turno

#### Gruppo A
| Squadra   | P.ti | G | V | N | P | GF | GS | DR |
| --------- | ---- | - | - | - | - | -- | -- | -- |
| Cina      | 12   | 4 | 4 | 0 | 0 | 11 | 2  | +9 |
| Singapore | 4    | 4 | 1 | 1 | 2 | 3  | 7  | -4 |
| Malaysia  | 1    | 4 | 0 | 1 | 3 | 1  | 6  | -5 |

| 24 giugno 1995 | Singapore | 2 – 0 | Malaysia |  |

| 2 luglio 1995 | Cina | 4 – 0 | Singapore |  |

| 9 luglio 1995 | Cina | 2 – 1 | Malaysia |  |

| 16 luglio 1995 | Malaysia | 0 – 0 | Singapore |  |

| 23 luglio 1995 | Malaysia | 0 – 2 | Cina |  |

| 29 luglio 1995 | Singapore | 1 – 3 | Cina |  |

#### Gruppo B
| Squadra       | P.ti | G | V | N | P | GF | GS | DR  |
| ------------- | ---- | - | - | - | - | -- | -- | --- |
| Giappone      | 12   | 4 | 4 | 0 | 0 | 16 | 1  | +15 |
| Thailandia    | 6    | 4 | 2 | 0 | 2 | 12 | 6  | +6  |
| Taipei cinese | 0    | 4 | 0 | 0 | 4 | 1  | 22 | -21 |

| 26 maggio 1995 | Thailandia | 0 – 5 | Giappone |  |

| 28 maggio 1995 | Giappone | 4 – 1 | Taipei cinese |  |

| 30 maggio 1995 | Thailandia | 7 – 0 | Taipei cinese |  |

| 8 giugno 1995 | Taipei cinese | 0 – 5 | Thailandia |  |

| 11 luglio 1995 | Taipei cinese | 0 – 6 | Giappone |  |

| 14 luglio 1995 | Giappone | 1 – 0 | Thailandia |  |

#### Gruppo C
| Squadra       | P.ti | G | V | N | P | GF | GS | DR  |
| ------------- | ---- | - | - | - | - | -- | -- | --- |
| Corea del Sud | 12   | 4 | 4 | 0 | 0 | 15 | 1  | +14 |
| Indonesia     | 6    | 4 | 2 | 0 | 2 | 6  | 4  | +2  |
| Hong Kong     | 0    | 4 | 0 | 0 | 4 | 1  | 17 | -16 |

| 21 maggio 1995 | Hong Kong | 0 – 5 | Corea del Sud |  |

| 25 maggio 1995 | Indonesia | 1 – 2 | Corea del Sud |  |

| 30 maggio 1995 | Indonesia | 1 – 0 | Hong Kong |  |

| 19 agosto 1995 | Corea del Sud | 7 – 0 | Hong Kong |  |

| 22 agosto 1995 | Corea del Sud | 1 – 0 | Indonesia |  |

| 26 agosto 1995 | Hong Kong | 1 – 4 | Indonesia |  |

#### Gruppo D
| Squadra  | P.ti | G | V | N | P | GF | GS | DR  |
| -------- | ---- | - | - | - | - | -- | -- | --- |
| Oman     | 12   | 4 | 4 | 0 | 0 | 13 | 3  | +10 |
| India    | 6    | 4 | 2 | 0 | 2 | 8  | 7  | +1  |
| Pakistan | 0    | 4 | 0 | 0 | 4 | 2  | 13 | -11 |

| 7 ottobre 1995 | Pakistan | 0 – 2 | Oman |  |

| 11 ottobre 1995 | Pakistan | 1 – 2 | India |  |

| 18 ottobre 1995 | Oman | 3 – 2 | India |  |

| 22 ottobre 1995 | India | 3 – 1 | Pakistan |  |

| 25 ottobre 1995 | Oman | 6 – 0 | Pakistan |  |

| 29 ottobre 1995 | India | 1 – 2 | Oman |  |

#### Gruppo E
| Squadra      | P.ti | G | V | N | P | GF | GS | DR  |
| ------------ | ---- | - | - | - | - | -- | -- | --- |
| Kazakistan   | 16   | 6 | 5 | 1 | 0 | 19 | 5  | +14 |
| Uzbekistan   | 10   | 6 | 3 | 1 | 2 | 12 | 8  | +4  |
| Tagikistan   | 4    | 6 | 1 | 1 | 4 | 9  | 14 | -5  |
| Kirghizistan | 4    | 6 | 1 | 1 | 4 | 9  | 22 | -13 |

| 20 maggio 1995 | Kirghizistan | 1 – 5 | Uzbekistan |  |

| 20 maggio 1995 | Tagikistan | 0 – 3 | Kazakistan |  |

| 10 giugno 1995 | Kirghizistan | 2 – 2 | Kazakistan |  |

| 10 giugno 1995 | Uzbekistan | 2 – 0 | Tagikistan |  |

| 24 giugno 1995 | Uzbekistan | 1 – 2 | Kazakistan |  |

| 24 giugno 1995 | Tagikistan | 3 – 0 | Kirghizistan |  |

| 12 agosto 1995 | Uzbekistan | 2 – 1 | Kirghizistan |  |

| 12 agosto 1995 | Kazakistan | 3 – 1 | Tagikistan |  |

| 2 settembre 1995 | Kazakistan | 6 – 0 | Kirghizistan |  |

| 2 settembre 1995 | Tagikistan | 1 – 1 | Uzbekistan |  |

| 7 ottobre 1995 | Kirghizistan | 5 – 4 | Tagikistan |  |

| 7 ottobre 1995 | Kazakistan | 3 – 1 | Uzbekistan |  |

#### Gruppo F
| Squadra        | P.ti | G | V | N | P | GF | GS | DR |
| -------------- | ---- | - | - | - | - | -- | -- | -- |
| Arabia Saudita | 10   | 4 | 3 | 1 | 0 | 4  | 0  | +4 |
| Kuwait         | 5    | 4 | 1 | 2 | 1 | 3  | 3  | 0  |
| Siria          | 1    | 4 | 0 | 1 | 3 | 2  | 6  | -4 |

| 24 agosto 1995 | Arabia Saudita | 2 – 0 | Siria |  |

| 31 agosto 1995 | Kuwait | 0 – 1 | Arabia Saudita |  |

| 8 settembre 1995 | Siria | 0 – 1 | Kuwait |  |

| 15 settembre 1995 | Siria | 0 – 1 | Arabia Saudita |  |

| 21 settembre 1995 | Arabia Saudita | 0 – 0 | Kuwait |  |

| 28 settembre 1995 | Kuwait | 2 – 2 | Siria |  |

#### Gruppo G
| Squadra             | P.ti | G | V | N | P | GF | GS | DR |
| ------------------- | ---- | - | - | - | - | -- | -- | -- |
| Emirati Arabi Uniti | 10   | 4 | 3 | 1 | 0 | 4  | 0  | +4 |
| Iran                | 5    | 4 | 1 | 2 | 1 | 3  | 3  | 0  |
| Turkmenistan        | 1    | 4 | 0 | 1 | 3 | 2  | 6  | -4 |

| 13 settembre 1995 | Turkmenistan | 2 – 4 | Iran |  |

| 23 settembre 1995 | Emirati Arabi Uniti | 2 – 1 | Turkmenistan |  |

| 29 settembre 1995 | Iran | 1 – 1 | Emirati Arabi Uniti |  |

| 5 ottobre 1995 | Iran | 4 – 0 | Turkmenistan |  |

| 15 ottobre 1995 | Turkmenistan | 1 – 1 | Emirati Arabi Uniti |  |

| 22 ottobre 1995 | Emirati Arabi Uniti | 1 – 0 | Iran |  |

#### Gruppo H
| Squadra   | P.ti | G | V | N | P | GF | GS | DR |
| --------- | ---- | - | - | - | - | -- | -- | -- |
| Iraq      | 10   | 4 | 3 | 1 | 0 | 4  | 0  | +4 |
| Qatar     | 5    | 4 | 1 | 2 | 1 | 3  | 3  | 0  |
| Giordania | 1    | 4 | 0 | 1 | 3 | 2  | 6  | -4 |

| 15 settembre 1995 | Giordania | 1 – 2 | Qatar |  |

| 22 settembre 1995 | Qatar | 0 – 0 | Iraq |  |

| 29 settembre 1995 | Giordania | 0 – 4 | Iraq |  |

| 6 ottobre 1995 | Qatar | 4 – 2 | Giordania |  |

| 13 ottobre 1995 | Iraq | 3 – 2 | Qatar |  |

| 20 ottobre 1995 | Iraq | 1 – 1 | Giordania |  |

### Secondo turno

#### Gruppo 1
| Squadra             | P.ti | G | V | N | P | GF | GS | DR |
| ------------------- | ---- | - | - | - | - | -- | -- | -- |
| Giappone            | 7    | 3 | 2 | 1 | 0 | 6  | 2  | +4 |
| Iraq                | 7    | 3 | 2 | 1 | 0 | 5  | 2  | +3 |
| Oman                | 3    | 3 | 1 | 0 | 2 | 4  | 6  | -2 |
| Emirati Arabi Uniti | 0    | 3 | 0 | 0 | 3 | 2  | 7  | -5 |

| 16 marzo 1996 | Iraq | 1 – 1 | Giappone |  |

| 16 marzo 1996 | Emirati Arabi Uniti | 1 – 3 | Oman |  |

| 18 marzo 1996 | Iraq | 3 – 1 | Emirati Arabi Uniti |  |

| 18 marzo 1996 | Giappone | 4 – 1 | Oman |  |

| 20 marzo 1996 | Giappone | 1 – 0 | Emirati Arabi Uniti |  |

| 20 marzo 1996 | Iraq | 1 – 0 | Oman |  |

#### Gruppo 2
| Squadra        | P.ti | G | V | N | P | GF | GS | DR |
| -------------- | ---- | - | - | - | - | -- | -- | -- |
| Corea del Sud  | 7    | 3 | 2 | 1 | 0 | 6  | 2  | +4 |
| Arabia Saudita | 5    | 3 | 1 | 2 | 0 | 6  | 2  | +4 |
| Cina           | 4    | 3 | 1 | 1 | 1 | 5  | 6  | -1 |
| Kazakistan     | 0    | 3 | 0 | 0 | 3 | 3  | 10 | -7 |

| 17 marzo 1996 | Kazakistan | 2 – 4 | Cina |  |

| 17 marzo 1996 | Corea del Sud | 1 – 1 | Arabia Saudita |  |

| 19 marzo 1996 | Kazakistan | 1 – 2 | Corea del Sud |  |

| 19 marzo 1996 | Cina | 1 – 1 | Arabia Saudita |  |

| 21 marzo 1996 | Cina | 0 – 3 | Corea del Sud |  |

| 21 marzo 1996 | Kazakistan | 0 – 4 | Arabia Saudita |  |

### Semifinali
| 24 marzo 1996 | Giappone | 2 – 1 | Arabia Saudita |  |

| 24 marzo 1996 | Corea del Sud | 2 – 1 | Iraq |  |

### Finale per il terzo posto
| 27 marzo 1996 | Arabia Saudita | 1 – 0 | Iraq |  |

### Finale
| 27 marzo 1996 | Corea del Sud | 2 – 1 | Giappone |  |

Si qualificano all'Olimpiade Arabia Saudita, Giappone e Corea del Sud.